# 世界上唯一的花
《世界上唯一的花》（日语：／ Sekai ni Hitotsu Dake no Hana */?），是日本偶像男子组合SMAP的歌曲，作曲作词均由槙原敬之完成。这首歌曲原本收录在SMAP于2002年7月24日由JVC建伍胜利娱乐发行的第14张专辑《SMAP 015/Drink! Smap!》内；2003年3月5日，这首歌曲被以SMAP第35张单曲的形式再度发行。
歌曲的编舞由KABA酱完成。根据KABA酱的说法，这首歌曲的舞蹈以木村拓哉的要求“希望大家能够做出统一形式舞蹈”而为标准完成的。在2005年的日本广播协会“第56届NHK红白歌合战”上，在最后由全体出场歌手大合唱时，所有人都按照这个编舞动作进行了齐舞。
2003年，在这张单曲发行的当周，《世界上唯一的花》拿下了公信榜的周榜冠军。而在2016年1月传出SMAP解散消息时，《世界上唯一的花》销量再度爆发；2月1日，《世界上唯一的花》在时隔12年之后再度夺得公信榜周榜前十名的成绩。同时，《世界上唯一的花》也达成了日本首支在平成年代发行并销量破300万的单曲成绩。

## 单曲概要
《世界上唯一的花》最初的音源收录于2002年7月24日所发行的SMAP专辑《SMAP 015/Drink! Smap!》中。根据这首歌的词曲作者槙原敬之的说法，他最初提交的作品是《Wow》却被退稿，最后在合约规定的日期即将到来的时候提交了这首作品。
在专辑发行的时候，SMAP成员就评价这首歌是他们最喜欢的一首歌。而在随后于2002年9月16日播出的由关西电视台制作并在富士电视网播出的SMAP冠名综艺节目《SMAP×SMAP》的特别企划“同学年”中，木村拓哉在插曲环节里独自演唱了这首歌并引发了极大关注。
《世界上唯一的花》变得被日本大众熟知的原因在于《SMAP 015/Drink! Smap!》专辑发行的第二年，也就是2003年1月到3月期间，由草彅刚主演的电视剧《我的生存之道》（共同电视制作 / 富士电视网播出）选用了这首歌作为主题曲。电视剧播出后，SMAP就收到了很多要求将这首歌作为独立单曲发行的请求。随后，唱片公司对这首歌的演唱顺序及声部进行了调整，然后就在2003年3月5日推出了《世界上唯一的花》的单曲版。《世界上唯一的花（单曲版）》是SMAP首支200万销量认证的单曲，同时也是杰尼斯事务所旗下艺人中首支200万销量单曲。同时，电视剧《我的生存之道》也在该单曲发行后，在最终集播出了这支单曲。
在专辑版中，木村拓哉负责了最后合唱前的独唱部分；但是在单曲版中则交由草彅刚演唱，这是为了配合电视剧宣传的缘故。同时在专辑版里，第一段副歌是由中居正广和香取慎吾演唱，而第二段副歌则由木村拓哉和稻垣吾郎演唱；而在单曲版里，所有的副歌部分都是由全体成员合唱。
在单曲版发行了6年半后，SMAP又推出了《世界上唯一的花》的古典乐与爵士乐的编曲版；这两个编曲版的演唱顺序及声部划分与单曲版一致。这两个版本收录在《SEKAI NI HITOTSU DAKE NO HANA（S.O.N. version）》（S.O.N的意思是SMAP ON NYC）中，并在2009年12月18日到2010年1月11日期间限定开幕的“SMAP SHOP09 in akasaka Sacas”中销售。2011年3月18日，SMAP推出了这首歌曲的中文版并在中国大陆地区限定销售。同时他们还宣布会将唱片销售的一部分所得捐赠给日本东北地区太平洋近海地震（东日本大震灾）的受害者。
迄今为止，以SMAP名义所发行的《世界上唯一的花》实体唱片共计有6个版本，分别是：《SMAP 015/Drink! Smap!》中所收录的原始版、《世界上唯一的花（单曲版）》的单曲版、《SMAP 016/MIJ》中所收录的管风琴版、《SEKAI NI HITOTSU DAKE NO HANA（S.O.N. version）》中所收录的古典乐版和爵士乐版以及在中国大陆限定发行的中文版。
在《世界上唯一的花》单曲版中，木村拓哉与草彅刚所演唱的部分最多。同时这首歌也是中居正广自单曲《思念你的一切》之后，时隔9年再次由他负责演唱单曲的开场部分。
根据粉丝投票，《世界上唯一的花》排名第12名被收录在SMAP精选专辑《SMAP 25 YEARS》中。同时，这张单曲的B面歌《我会一直陪伴你》也在粉丝投票中排名第39名而被收录到这张精选辑；这是这首歌第一次被专辑收录。
这首歌也是SMAP公开演唱的最后一首歌。

### 歌词含义
槙原敬之在创作《世界上唯一的花》这首歌曲的三年前因为违反日本的《觉醒剂取缔法》而被捕，这让他有了一个反省自己的机会。在那段时间里，槙原敬之与佛教徒有许多接触，从而开始创作一些与以往私小说风格不同题材的音乐作品。这也促使他写出了这首歌。槙原敬之在回忆这首歌的创作经历时，说道：
|  | 醒来时，发现我和爱犬都躺在房间的地板上。那是一个非常美丽的下雨清晨，脑海里的文字就如此自然地在笔端涌现，期间毫无刻意。 |

歌曲的主旨“只有唯一而非第一（ナンバーワンではなくオンリーワン）”来自于佛教的“天上地下唯我独尊”的教义。而《佛说阿弥陀经》中“青色青光、黄色黄光、赤色赤光、白色白光”一节被认为是这首歌曲的原型。这是说，西方净土上盛开着各色莲花，而各色莲花均有各自个性并蕴含着至高无上的尊严。
另外，《小王子》中也有类似的故事。小王子无论拥有多少玫瑰，但那朵他精心照顾的玫瑰依旧是他心中唯一的那朵玫瑰。
祈盼世界和平的歌词，加上朗朗上口的曲调，让它被选入了日本小学的音乐教材，赋予了这首歌惊人的传唱度。这是一首不分年龄任何人都喜欢的歌曲。

## 收录歌曲
| 曲序     | 曲目                     |          | 作曲     | 编曲     | 弦乐编曲 | 备注 | 时长  |
| -------- | ------------------------ | -------- | -------- | -------- | -------- | --- | ----- |
| 1.       | 世界上唯一的花（）       | 槙原敬之 | 槙原敬之 | 槙原敬之 | 门仓聪   | SMAP第14张专辑《SMAP 015/Drink! Smap!》所收录曲的单曲版 草彅刚所主演富士电视网电视剧《我的生存之道》主题曲 | 4:41  |
| 2.       | 我会一直陪着你（）       | 工藤哲雄 | 都志见隆 | 都志见隆 |          | | 4:39  |
| 3.       | 世界上唯一的花（伴奏版） |          |          |          |          | | 4:41  |
| 4.       | 我会一直陪着你（伴奏版） |          |          |          |          | | 4:38  |
| 总时长： | 总时长：                 | 总时长： | 总时长： | 总时长： | 总时长： | 总时长：                                                                                                   | 18:39 |

## 收录专辑
| 收录专辑名            | 备注                                                       |
| --------------------- | ---------------------------------------------------------- |
| SMAP 015/Drink! Smap! | 收录《世界上唯一的花》的原始版。                           |
| SMAP 016/MIJ          | 收录《世界上唯一的花》的管风琴版。                         |
| 你好，SMAP            | 专辑仅限中国大陆地区发行，收录《世界上唯一的花》的中文版。 |
| SMAP AID              | 收录《世界上唯一的花》的单曲版与中文版。                   |
| SMAP 25 YEARS         | 收录《世界上唯一的花》的单曲版与《我会一直陪伴你》。       |

### 中文版本
2011年3月11日，日本东北和关东发生有纪录以来最强烈的9.0级大地震，引发许多次生灾害，造成大量民众伤亡。3月18日，这首歌正式发布中文版，定名为《世界上唯一的花》，台湾制作人林明阳负责中文填词。由avex中国发行，在中国移动发布手机彩铃和全曲下载服务，所得部分收益用于地震赈灾。同时中文版歌曲被用作春季AUPRES“世界上唯你的白皙”的活动推广主题曲。在爱贝克思娱乐的努力安排下，SMAP的全新中文单曲《世界上唯一的花》于3月18日正式上线，下载量更是创造了相当不错的成绩。当天这首中文单曲也在上海、北京两地电台同步播出，歌迷和媒体的反应也非常热烈。而由于《世界上唯一的花》和资生堂欧珀莱所提倡的“为每一位女性所独有的‘世界上唯你的白皙’”相吻合，这首歌还起用为资生堂欧珀莱的活动主题曲。除了物质上的支持，SMAP也希望借这首歌给予大家精神上的鼓励，向大家传递出每个人生命的珍贵和伟大，鼓励所有受灾的人民，在面对困难和阴霾的时候，仍要保持一颗勇敢和坚强的心。
2011年5月21日，SMAP于东京会见中国国务院总理温家宝时，现场用中文演唱了本曲。被称赞“这首歌代表了世界大同，欢迎来中国表演。”从这次灾难发生的那天起，灾区人民就收到中国及全世界华人的真诚援助，此次SMAP希望通过演唱会来表达感恩的心情，也向大家展示日本的坚强和团结。更希望通过此次北京公演，能把日本人民坚信日本能恢复安全和和平的信念，带给中国朋友，并欢迎中国的朋友们到日本旅行。同时，SMAP也期待通过这次演唱会，加深中日各界的交流，建立中日友好新契机。全亚洲的人都有相同的跳动的心，加深“全亚洲是一家”的和谐氛围。
9月15日下午，日本人气天团SMAP在人民大会堂出席媒体见面会，为16日晚在北京工人体育场举行的演唱会做宣传。SMAP这次北京演唱会除了一些经典曲目外，还特别演唱中文版的《世界唯一的花》和《夜空的彼岸》献给中国歌迷。此次演唱会和歌曲甚至可以被视为缓和中日外交关系的节点。

## 相关记录
- 根据Oricon的统计，《世界上唯一的花》的单曲销量目前已经突破313.1万张（截至2019年9月23日），是公信榜历年单曲销量总排行榜第3名[23]。而对于演唱者SMAP来说，这是他们的单曲在日本流行音乐类别、实体单曲销量类别、专辑分拆单曲（日语：シングルカット）类别及杰尼斯事务所旗下艺人单曲销量类别中的全部第1名。

- 截至2016年11月，《世界上唯一的花》的出货量已经达到323万张[24]。

- 《世界上唯一的花》获得公信榜2003年年榜冠军，这是SMAP唯一一张年榜冠军单曲[d]。同时，这首单曲在当年的TBS电视网《CDTV》、朝日电视网《MUSIC STATION》和富士电视网《HEY!HEY!HEY!MUSIC CHAMP》的年度排行上拿到冠军。

- 截至2018年10月，《世界上唯一的花》是最后一张在平成年代突破200万销量的单曲[e]。

- 在“世嘉卡拉OK iMelody”2003年年度排行榜上，《世界上唯一的花》专辑榜获得了年度冠军的排名；而管风琴版则获得年度第9名的位置；单曲榜则获得了年度第46名的位置。《世界上唯一的花》创下了在该排行榜年榜TOP 50中占据三个排位的成绩。而在Oricon卡拉OK公信榜上，《世界上唯一的花》拿下了连续16周（2003年3月3日至6月16日）及总计40周排名冠军的成绩，这个记录直到橘子新乐园的《花》才被打破。同时，《世界上唯一的花》也还在第一兴商（日语：第一興商）的卡拉OK排行榜上连续拿下2003年和2004年的年度冠军。

## 翻唱版本
当SMAP演唱的《世界上唯一的花》走红之后，很多艺人都对这首歌进行了翻唱，这其中也包括词曲作者槙原敬之。

### 槙原敬之版
在《世界上唯一的花》发行后没有多久，槙原敬之就收到了很多“请演唱这首歌”的请求。但槙原敬之表示“杰尼斯事务所方面要求很严格，请再等等看”，同时他也以大人物的事情来暗示翻唱这首歌很困难。

### 其他版
- 女子十二乐坊 - 2003年7月24日发行专辑《女子十二乐坊 〜Beautiful Energy〜（日语：女子十二楽坊 〜Beautiful Energy〜）以二胡等中國傳統樂器演奏。在專輯發行之後，草彅剛拍攝搞笑MV，MV內他男扮女裝、一人分飾多位女子樂手演奏。
- 向日葵Kids（ひまわりキッズ） - 2004年2月4日发行合辑（KICS-1063）中收录。
- 張棟樑 - 2005年以《Only One》為題翻唱為中文。
- SOTTE BOSSE（日语：SOTTE BOSSE） - 2006年2月2日發行專輯《Essence of life》以爵士風格翻唱。
- 馬蒂·弗里德曼 - 2006年6月28日發行專輯《LOUDSPEAKER》以吉他演奏。
- 山本潤子（日语：山本潤子） - 2007年發行專輯《SONGS》中翻唱。
- - 2008年1月23日发行专辑中翻唱。
- 布施明 - 2008年9月10日发行专辑《Ballade》中翻唱。

## 反響評論
一般認為這首歌之所以取得這麼大的成功在於歌曲中蘊含的濃厚的人文主義、多元文化與價值和平相處的色彩。歌詞中的一句「無法成為No.1也好，原本就是特別的Only One」（No.1 にならなくてもいい　もともと特別な Only One）成為日本街知巷聞的名句。
而伊拉克戰爭更是與這首歌的成功有很大關係。當時正在伊拉克戰爭爆發前夕，日本雖然沒有直接參戰，但作為美國的親密盟國，政府事實上支持對伊拉克的入侵。不過日本民眾普遍厭倦戰爭，反對開戰，在這種情況下，強調「每個人都是獨特的個體，不要作比較，也不用爭第一」的《世界上唯一的花》使廣大民眾取得共鳴。日本知名播報員筑紫哲也也認為這首歌是反戰歌。
2005年，這首歌被選為發現號太空梭第31次太空飛行「STS-114」的第十三日的起床音樂，日本宇航员野口在航天飞机上对这首歌进行了简单的评述。
2007年，被日本文化廳選定為「日本歌百選」之一。

## 相关项目
- 《秋刀鱼之世界上唯一的歌（日语：さんまの世界に一つだけの歌）》（朝日放送电视台制作 / 朝日电视网播出）——明石家秋刀鱼主持的不定期综艺节目。槙原敬之以特别支持者的身份参与演出。

### 脚注
1. ↑  准确地说，木村拓哉并不是在节目里实时独唱；而是与其他人员演出时分别录制的。
2. ↑  SMAP所有的单曲都是由胜利娱乐发行，仅有这张单曲是交由爱贝克思集团旗下的爱贝克思中国（avex China）发行。
3. ↑  这个合唱版在2016年12月26日的《SMAP×SMAP》最终回特别版中播出。
4. ↑  在星球榜上，SMAP则在1998年凭借《夜空的彼岸》拿下年榜冠军。
5. ↑  如果按照出货量统计，AKB48于2012年发行的《仲夏的Sounds good!》也已经突破200万张；而如果按照日本百强单曲榜所采用的SoundScan Japan技术，则AKB48在2016年发行的《不需要翅膀》也突破了200万张销量。

### 出典
1. 1 2 3  . Oricon.   [2020-12-01]. （原始内容存档于2022-06-10）.
2. ↑  . 日本公告牌.   [2020-12-01]. （原始内容存档于2018-07-25）.
3. ↑  . 日本公告牌.   [2020-12-01]. （原始内容存档于2021-01-13）.
4. ↑  . Oricon.   [2020-12-01]. （原始内容存档于2023-01-21）.
5. ↑  . 日本唱片协会: 14.   [2020-12-01]. （原始内容存档于2022-06-10）.
6. ↑  . Oricon.   [2020-12-01].
7. ↑  . Billborad JAPAN.   [2020-12-01]. （原始内容存档于2018-11-14）.
8. ↑  . 体育日报.   [2020-12-01]. （原始内容存档于2021-11-03）.
9. ↑  佐藤ジェニー. . Excite.   [2020-12-01]. （原始内容存档于2022-01-30）.
10. 1 2 3  宮本茂頼. . 朝日新闻.   [2020-12-01]. （原始内容存档于2020-11-24）.
11. ↑  . Oricon.   [2020-12-02]. （原始内容存档于2022-01-27）.
12. ↑  . 体育报知. 2016-11-03  [2020-12-02]. （原始内容存档于2016-11-03）.
13. 1 2  . 澎湃新闻. 2016-12-27  [2022-08-22]. （原始内容存档于2022-11-27）.
14. 1 2  . 凤凰网音乐. 2011-07-05.
15. ↑  . 新浪娱乐. 2011-04-01  [2022-08-22]. （原始内容存档于2022-11-30）.
16. ↑  . 新浪娱乐. 2011-04-01  [2022-08-22]. （原始内容存档于2017-10-28）.
17. ↑  . 新浪娱乐. 2011-04-01  [2022-08-22]. （原始内容存档于2022-12-05）.
18. ↑  . 中华人民共和国外交部. 2011-05-22  [2022-08-22]. （原始内容存档于2022-12-02）.
19. ↑  . 中华人民共和国中央人民政府. 2011-05-22  [2022-08-22]. （原始内容存档于2022-08-22）.
20. ↑  . 日本通. 2011-09-16  [2022-08-22]. （原始内容存档于2022-12-04）.
21. ↑  . 新浪娱乐. 2011-09-16  [2022-08-22]. （原始内容存档于2022-11-26）.
22. ↑  . 网易娱乐. 2011-09-16  [2022-08-22]. （原始内容存档于2022-08-22）.
23. ↑  . 读卖新闻. 2016-12-11  [2020-12-03]. （原始内容存档于2016-12-12）.
24. ↑  . 冲绳时报 (共同通信社). 2016-12-04  [2020-12-03]. （原始内容存档于2016-12-05）.
25. 1 2  . 朝日新聞.   [2022-03-01]. （原始内容存档于2022-03-01）.
26. ↑  こじへい. . Excite新聞.   [2022-03-01]. （原始内容存档于2022-03-01）.
27. ↑  （当日NASA “Wake-up calls”的WAV （页面存档备份，存于）和MP3 （页面存档备份，存于）录音）
28. ↑   的存檔，存档日期2013-01-21.